# Myrmeleotettix zaitzevi
Myrmeleotettix zaitzevi is een rechtvleugelig insect uit de familie veldsprinkhanen (Acrididae). De wetenschappelijke naam van deze soort is voor het eerst geldig gepubliceerd in 1968 door Mishchenko.